# Bulbophyllum olorinum
Bulbophyllum olorinum là một loài phong lan thuộc chi Bulbophyllum.